# براندان كينيدي (رجل أعمال)
براندان كينيدي (بالإنجليزية: Brendan Kennedy)‏ هو شخصية أعمال أمريكي، ولد في 1972.